# Grysjön (Junsele socken, Ångermanland)
Grysjön är en sjö i Sollefteå kommun i Ångermanland och ingår i Ångermanälvens huvudavrinningsområde. Sjön har en area på 0,536 kvadratkilometer och ligger 217,9 meter över havet. Sjön avvattnas av vattendraget Uman (Juvanån).

## Delavrinningsområde
Grysjön ingår i det delavrinningsområde (705753-156320) som SMHI kallar för Utloppet av Grysjön. Medelhöjden är 227 meter över havet och ytan är 3,49 kvadratkilometer. Räknas de 33 avrinningsområdena uppströms in blir den ackumulerade arean 316,42 kvadratkilometer. Uman (Juvanån) som avvattnar avrinningsområdet har biflödesordning 2, vilket innebär att vattnet flödar genom totalt 2 vattendrag innan det når havet efter 138 kilometer. Avrinningsområdet består mestadels av skog (63 procent) och sankmarker (18 procent). Avrinningsområdet har 0,64 kvadratkilometer vattenytor vilket ger det en sjöprocent på 18,3 procent.